# Phlebotominae
Los flebotominos (Phlebotominae) (del griego phlebos, vena y tomos, cortar) son una subfamilia de dípteros nematóceros de la familia Psychodidae. Son hematófagos (se alimentan de sangre) y su picadura es el medio de transmisión de la leishmaniasis, de la bartonelosis y de algunas infecciones por arbovirus. Incluye, entre otros, los géneros Phlebotomus y Lutzomyia. En Centroamérica se conocen popularmente como papalotillas (del náhuatl papalotl, que significa mariposa), en Sudamérica también se conocen como chitre, palomilla, mosquito, manta blanca (Perú), quemador, pringador, jején, titira (Perú) entre otros. Son de pequeño tamaño, y prefieren los ambientes húmedos; su color varía del pajizo claro al marrón oscuro.
Los flebotominos fueron considerados durante largo tiempo como una familia independiente con el nombre de Phlebotomidae.

## Características

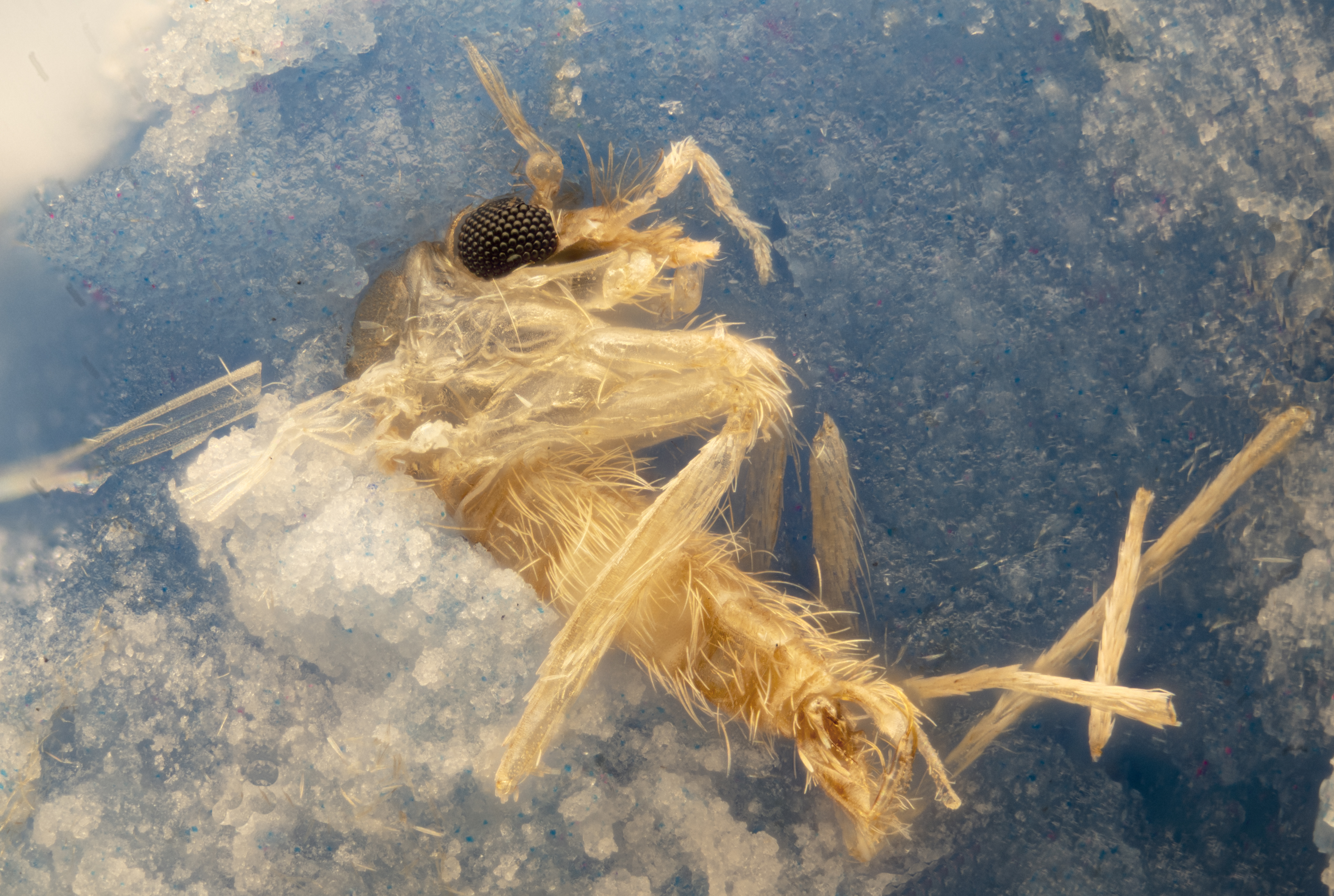
Flebotomino

Su longitud es de aproximadamente 2,5 mm, son de color gris amarillento o amarillo pálido, el cuerpo es peludo y recuerda al de una polilla, las antenas largas y delgadas, la probóscide o trompa es más larga que la cabeza.
Su ciclo de vida tiene cuatro estados, huevo, larva, pupa y adulto, y puede tardar en completarse unos dos meses en condiciones favorables. La hembra pone entre cuarenta y sesenta huevos. Los huevos son alargados y de color marrón brillante. La larva, semejante a una oruga, es diminuta, de unos 0,5 mm de longitud. La pupa es de color amarillo pálido y tiene la cutícula vieja de la larva pegada al extremo del abdomen.

## Biología y ecología
Se reproduce en suelos arenosos húmedos y protegidos, en las bases de las paredes, la mampostería deteriorada, las grietas húmedas, los suelos contaminados por animales, etc. Busca refugio en corrales y cuartos oscuros y frescos. El insecto adulto tiene una vida corta, rara vez superior a dos semanas; es activo durante el atardecer y la noche, y evita el viento y la luz. Busca su alimento a 50 m a la redonda de los lugares donde se reproduce. La distancia de vuelo es muy corta, a saltos de pocos centímetros de distancia; rara vez sube más allá de la planta baja de los inmuebles. 
Los flebotominos de las zonas de selva tropical de Yucatán desaparecen en los pocos meses de sequía y aumentan en época de lluvias, por lo que infectan a los chicleros de esta zona. Los flebotominos se esconden durante el día en oquedades del terreno. En el interior de viviendas prefieren los cuartos de baño por su humedad. Al posarse colocan sus alas en ángulo de 45°.
Las campañas contra las larvas de estos insectos no son fáciles de llevar a cabo porque se encuentran en el suelo, con un hábitat muy disperso. Los flebotominos son muy sensibles al DDT y a otros insecticidas. Los insecticidas residuales controlan totalmente la población de los flebotominos adultos intradomiciliarios.